# Chögyam Trungpa
Chögyam Trungpa Rinpoche (1939-1987) was een Tibetaans geestelijke, kunstenaar en oprichter van de wereldwijde organisatie Shambhala-Boeddhistische traditie.

## Biografie
Hij werd geboren in Tibet en opgeleid in de strikte kloostertraditie van het Tibetaans Boeddhisme, als de 11e incarnatie van de Trungpa tülkus. Tulku betekent: erkende reïncarnatie. Hij was hoofd van het Surmangklooster in Oostelijk Tibet - een klooster van de kagyütraditie, een van de vier grote scholen van het Tibetaans boeddhisme, waarin de meditatieve ervaring veel nadruk krijgt. Daarnaast is hij opgeleid in de nyingmatraditie, de oudste van de vier scholen. Hij was een aanhanger van de Rimé-beweging in Tibet, die probeerde zo veel mogelijk waardevolle leringen samen te brengen en toegankelijk te maken, ongeacht de traditie waaruit ze voortkwamen.
Tijdens de Tibetaanse diaspora van 1959 moest hij - als zoveel Tibetaanse leraren - het land ontvluchten. Met een klein gezelschap van een paar monniken maakte hij te paard en te voet de gevaarlijke reis over de Himalaya's naar India. Na zijn vlucht werd hij door de veertiende dalai lama benoemd tot spiritueel adviseur van de opleiding voor jonge lama's in de hill station Dalhousie, India.
Vanaf 1963 woonde Chögyam Trungpa een paar jaar in Engeland, waar hij filosofie, kunst en vergelijkende godsdienstwetenschappen studeerde aan de Universiteit van Oxford. Hij was vanaf 1968 mede-oprichter van het Samye Ling meditatiecentrum in Schotland. Om een aantal redenen - waaronder een auto-ongeluk waardoor hij halfzijdig verlamd raakte - besloot hij kort daarna zijn kloostergeloften terug te geven. Hij trouwde in 1970 met een Engelse, Lady Diana, en vertrok naar Amerika, waar hij de grondslag legde voor de huidige internationale Shambhala-organisatie.

## Onderricht
Chögyam Trungpa's grote streven was de kern van de meditatietraditie toegankelijk te maken voor westerse studenten. Hij had grote empathie met het Westerse moderne levensgevoel en de problemen daarvan: vervreemding, materialisme, agressie, angst, en het verlammende gebrek aan zelfvertrouwen. Aan de andere kant had hij een onwrikbaar vertrouwen in de menselijke goedheid en ons vermogen om een verlichte gemeenschap te vormen.
Hij had een buitengewoon brede belangstelling en verkende verschillende vormen van kunst en cultuur. Zo legde hij zich toe op kalligrafie, bloemschikken (ikebana), poëzie, fotografie en toneel. Zijn inzicht in de verlichte aspecten van de militaire discipline leidde tot de oprichting van de Dorje Kasung, een ordedienst ter bescherming van de dharma. Oorspronkelijk bedoeld als training van een toneelgroep bracht hij oefeningen ter voorbereiding van monniksdansen onder in Mudra Space Awareness. Een unieke vorm van kleurbeleving, eerst gebruikt als therapie, werd een programma genoemd Maitri Space Awareness. Hij stichtte de eerste boeddhistisch geïnspireerde universiteit van Noord-Amerika, de Naropa-universiteit in Boulder, Colorado. Via Naropa ontstond het contact met talrijke Amerikaanse dichters, zoals Allen Ginsberg, Gary Snyder en Ann Waltman.
Al deze onderwerpen kwamen terug in zijn onderricht en dit maakte hem tot een van de belangrijkste leraren van de spirituele traditie in het westen. Hij heeft meer dan twintig boeken over meditatie, boeddhisme, kunst, poëzie en het Shambhala-pad van krijgerschap op zijn naam, boeken die in vele talen vertaald zijn en tot op de dag van vandaag veel gelezen en herdrukt worden. Hij heeft veel grote Tibetaans boeddhistische leraren, waaronder de gyalwa karmapa, voor het eerst naar het westen gebracht.
De Vajradhatu-organisatie die Chögyam Trungpa oprichtte, geeft studie en meditatie in meer dan 100 centra in steden over de gehele wereld. Hij stichtte ook een aantal landelijk gelegen centra, voor intensieve meditatie- en studieprogramma's. Zijn onderricht trok duizenden studenten, die meditatiebeoefening leerden te integreren in hun dagelijks leven. Onder zijn leiding werd een aantal van deze westerse studenten opgeleid als leraar en meditatie-instructeur. Na de dood van Chögyam Trungpa Rinpoche in 1987 ging de leiding van de organisatie over op zijn zoon, Sakyong Mipham Rinpoche.

## Kritieken
In de New York Times verscheen op 20 augustus 2010 een opiniestuk van Mark Oppenheim waarin het openbaar dronkenschap van Ghogyam Trungpa Rinpoche (opnieuw) onder de aandacht werd gebracht:
"The Tibetan Buddhist master Chogyam Trungpa Rinpoche, who founded the Naropa Institute (now Naropa University) in Boulder, Colo., was often publicly drunk."
De journalist Katy Butler, zelf ook boeddhist schreef in 1990 het artikel "Encountering the Shadow in Buddhist America” waarin zij het openbare dronkenschap van Trungpa Rinpoche en twee andere Boeddhistische leiders in Los Angeles beschrijft.

## Publicaties
- Encountering the Shadow in Buddhist America. Common boundary, Katy Butler, 1990.
- De mythe van de vrijheid en het pad van meditatie. Servire, Katwijk aan Zee, '89.
- Spiritueel materialisme doorsnijden. Servire, Cothen, '90.
- Praktische meditatie, Gottmer/Haarlem, 1973, vertaling door J.F. Brouwer. Titel van het oorspronkelijke werk:
- Meditation in action, 1969.
- Meditatie in actie. Servire, Cothen, '92.
- Reis zonder doel. De tantra-wijsheid van de Boeddha. Servire, Cothen, '94.
- Shambhala, de weg van de krijger. Servire, Utrecht, '96.
- Het pad is het doel. Handboek voor boeddhistische meditatie. Karnak, Amsterdam, '97.
- Ordelijke chaos. Het principe van de mandala. Karnak, Amsterdam, '96.
- De grote Oostelijke zon, de wijsheid van Shambhala. Servire, Cothen, '00.
- Waanzinnige wijsheid. Het leven van Padmasambhava als handleiding voor boeddha's. Servire, Cothen, '92.
- De essentie. Een selectie uit het werk van Chögyam Trungpa. Servire, Utrecht, '01.
- Het Tibetaans dodenboek. Vertaald en met commentaar door Francesca Fremantle & Chögyam Trungpa. Servire, Utrecht, '02.
- Transcending Madness. The Experience of the Six Bardos. Shambhala, Boston, '92.
- The Heart of the Buddha. Shambhala, Boston, '91.
- Glimpses of Abidharma. Prajna Press, Boulder, '78.
- Training the Mind and cultivating Loving-Kindness . Shambhala, Boston, '93.
- The Dawn of Tantra. Herbert V. Guenther & Chögyam Trungpa. Shambhala, Boston, '88.
- The Rain of Wisdom.The essence of the Ocean of True Meaning. Translated by the Nalanda Translation Committee under the direction of Chögyam Trungpa. Shambhala, Boulder, ’80.
- The Life of Marpa the Translator. Translated by the Nalanda Translation Comitee under the direction of Chögyam Trungpa. Shambhala, Boston, '86.